# Humanism
Humanism (från italienska umanista → umano, "mänsklig", jämför latin humanus, "mänsklig") är en idéströmning – vanligen andlig eller kulturell – som utgår från en livsåskådning som bygger på den enskilda människans värde och bildningens vikt.
Humanismen kan även förknippas med de akademiska ämnen som ingår i humaniora. I likhet med andra ismer har ordet en vag innebörd. Ordet myntades 1808 av Friedrich Immanuel Niethammer, men förekom i andra grammatiska former redan under den romerska antiken. Strömningen brukar räknas ha uppstått under renässansen. Enligt Jacob Burckhardts klassiska distinktion i Die Kultur der Renaissance in Italien (1860) var humanismen den lärda sidan av renässansen. Det kulturarv som renässansen medförde har sedan gått under den benämningen.
Traditionellt delas humanismen in i tre perioder: den egentliga humanismen, nyhumanismen och den moderna humanismen. Ett annat indelningssätt är att skilja mellan sekulär och religiös humanism. Den sekulära humanismen vänder sig emot religiösa och metafysiska förklaringsmodeller av verkligheten, medan den religiösa accepterar övernaturliga företeelser och skeenden i världsbilden.

## Humanismens rötter

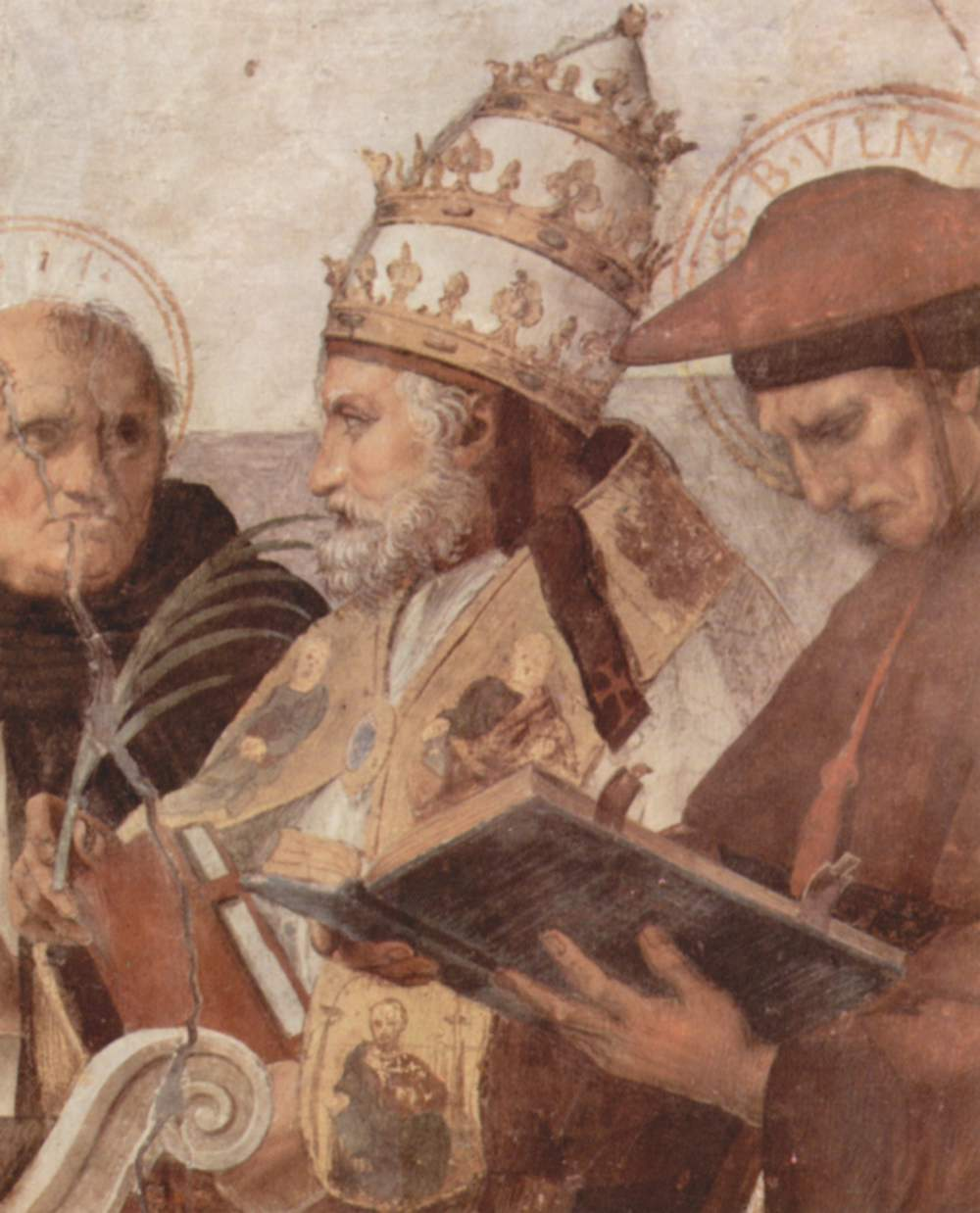
Från vänster Thomas av Aquino, Innocentius III och Bonaventura
detalj av en fresk av Rafael från 1509

Ordet "humanism" kommer från latin, humanitas. Ett motsvarande ord saknades i den klassiska grekiskan. Första gången "humanitas" finns i källorna, är under stoicismen och kretsen runt den romerska fältherren Scipio. Stoicismen präglades av deras slutsats att människor är naturligt jämlika och de proklamerade ett allmänt människovärde. Slutsatsen byggde på idén om att det finns en moralisk objektiv världsordning som står i relation till människans samvete; dessa tankar finns emellertid redan i den äldsta litteraturen.
Med ett idéhistoriskt betraktelsesätt har humanismen vidare en betydande källa i Augustinus' (354-430) De civitate Dei som fick till följd att och människovärdet höjdes, och krig och mord fördömdes allmänt som något ont. Även Summa Theologiæ och dess författare, Thomas av Aquino, har spelat en viktig roll i strömningens idévärld. I den boken går Thomas i viss polemik mot kyrkliga auktoriteter som till exempel Gregorius den store, och kritiserar synen på det "aktiva livet" (livet med medmänniskor) och dess egenskap av led i släktföljdens ordning men som idkas i längden av vissa lämpade personer, och det "kontemplativa livet" (livet ägnat åt Gud) som är styrd av förnuftet som enligt Thomas är högre än handlingen. I vissa situationer erkänner dock Thomas att det aktiva livet går före det kontemplativa.
Under konciliet i Ferrara-Florens 1438-1445 kom flera kyrkliga män i kontakt med grekisk litteratur, vilket blev upptakten till det intresse för antiken och platonismen, till skillnad från skolastikens aristotelism, som utmynnade i strömningen. Somliga menar därför att humanismen har sina rötter i Bysans. Andra menar att renässansens manifest författades av italienaren Giovanni Pico della Mirandola, och att humanismen som en del eller följd av den epoken främst utgick från Florens, varför Florens brukar anses vara dess ursprung.

## Den tidigaste humanismen
De tidigaste humanisterna använde beteckningen humanist för lärare som undervisade i så kallade humanitatis, det vill säga ämnena retorik, grammatik och antikens litteratur och värden. Den som myntat det uttrycket synes ha varit kanslern i Florens, historikern Leonardo Bruni.
Relationen mellan renässansen och humanismen bottnar inte enbart i att deras uppkomsttider sammanfaller. "Återuppväckandet" inom humanismen utgick från nytolkningar av texter från de antika Rom och Grekland. Framför allt var Seneca, Cicero och Plutarkos populära. Genom att ge stor vikt åt konsten och sinnena fick man en mycket annorlunda inriktning jämfört med de tidigare rådande medeltida synsätten, som värderade ödmjukhet, introspektion och passivitet. Skönheten ansågs nu representera en djup inre moralisk godhet och utgöra en nödvändig aspekt av sökandet efter Gud. Detta ledde också till att konsten blomstrade. Där spelade Leonardo da Vinci en betydande roll genom att han kombinerade konsten med undersökningar av människan och andra naturvetenskapliga företeelser.

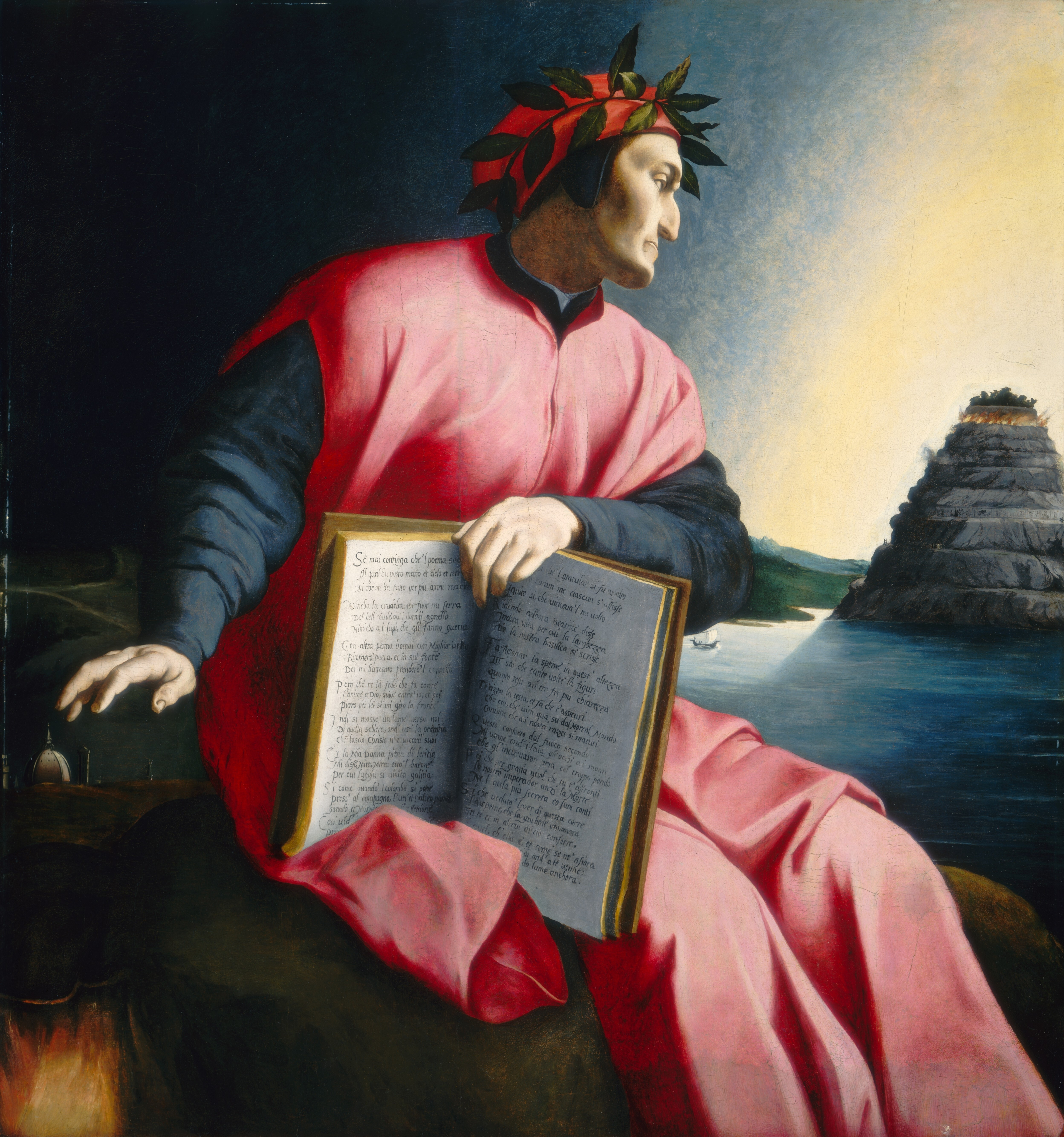
Allegoriskt porträtt av Dante
av en florentinsk konstnär 1530

Med humanismen började de kristna värderingarna och auktoritära rättesnörena ifrågasättas. Människan sågs inte längre enbart som en del av Guds skapelse utan erkändes ett eget värde. Detta ifrågasättande var grundläggande för humanismen. Som ett led i detta började filosofer och författare under 1600-talet och senare att försöka att definiera människans natur, dels som allmän varelse, dels som unik individ med skillnader skapade av naturen. Så uppstod den debatt om naturrätten som så småningom skulle utmynna i den moderna demokratisynen och folkrätten. Kyrkan hade redan formulerat en naturrätt, men den skärskådades, debatterades och omformulerades.
En av humanismens förgrundsgestalter, professorn Pierre de la Ramée, kämpade för att människor skulle ges rätt att själva studera de klassiska källorna. Lorenzo Valla lade grunden för den källkritiska metoden och Petrarca hade ett århundrade dessförinnan varit en föregångare genom att skriva profana dikter på folkspråket. Innan dess hade Dante författat sitt epos Divina Commedia, som är en profan skildring av livet efter döden, även denna på folkspråk men genomgående med flera hänvisningar till den klassiska och kristna litteraturen. Det fanns alltså både en strävan att läsa de klassiska verken på originalspråken grekiska, hebreiska och klassisk latin och att använda folkspråken i nya litterära och akademiska verk. Detta hade en parallell i de något tidigare riddarromanerna. Humanisterna framträder dock som personer i sina verk, medan medeltidens skalder ofta är anonyma och skriver i tredje person. Viktigt var även fokusen på uppfostran, där särskilt Petro Paolo var betydelsefull med sin Om ädla seder, där han fäster vikt vid förebilder, den tidiga barndomen samt koncentrerade studier.[källa behövs]
Trots att humanismen hade sin utgångspunkt i människan och att det fanns en tendens till folklighet, kom den att begränsas till en bildad elit i städerna. Humanisterna tog avstånd från flera folkliga företeelser, till exempel folkliga uppror som var vanliga, och även folklig religiositet som uppkommit genom en blandning av germansk hedendom och kristna riter och tog sig uttryck i vallfärder, tron på heliga källor och bilder, och lokalhelgon. Många påvar var humanister, men i Frankrike och Spanien var det främst kungahusen som stod för strömningens finansiering.

## Den tidiga humanismens olika riktningar

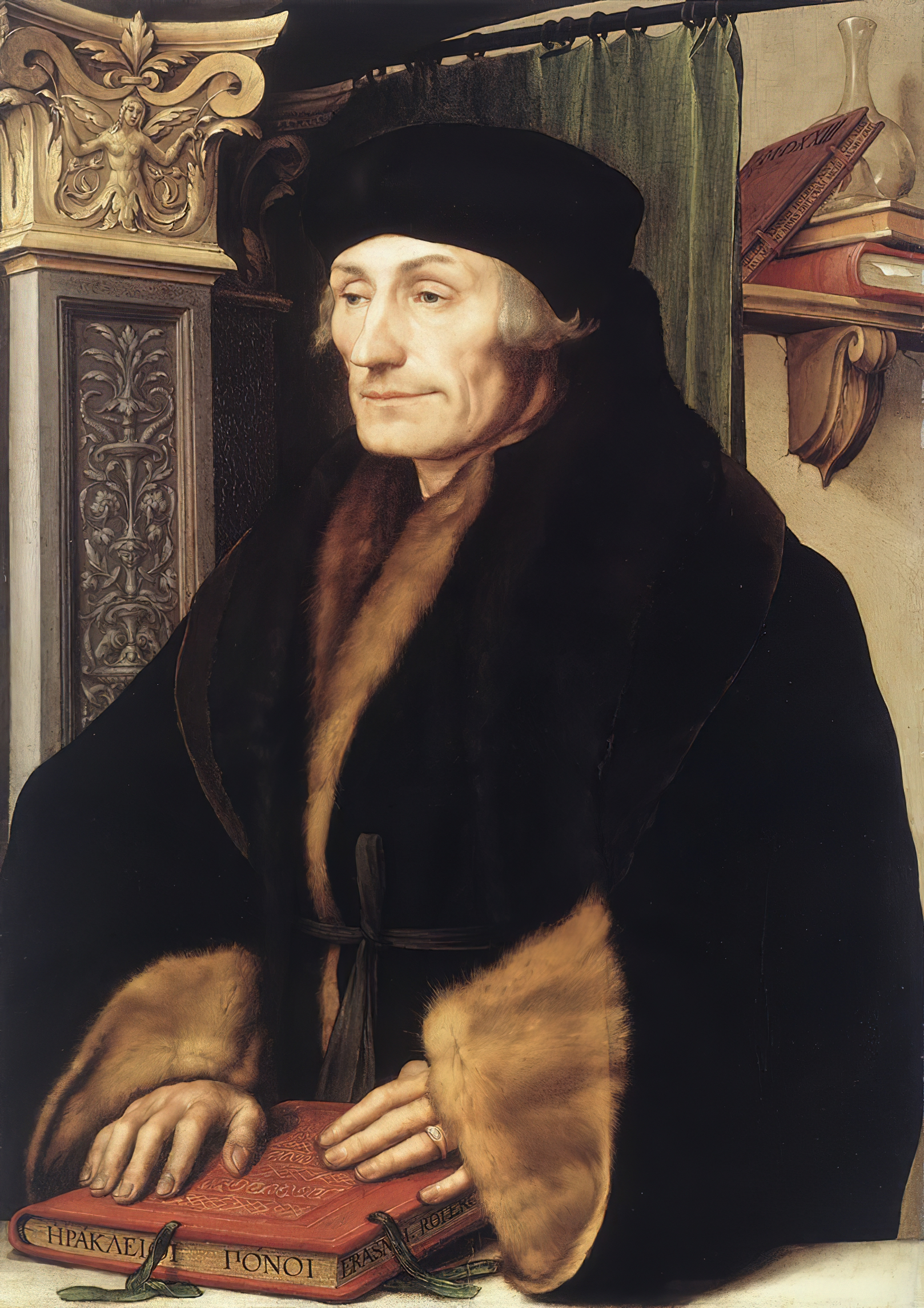
Erasmus av Rotterdam
av Hans Holbein den yngre.

Den kanske störste humanistiska tänkaren under dess första tid var Erasmus av Rotterdam (1466-1536), som i och med att han grundade den moderna klassiska filologin även fortsatte vara betydande efter sin livstid. Hans skrift "Om den fria viljan" var ett angrepp på Luther vari han försvarade den fria viljan och människans inneboende godhet. Luther kontrade med en motskrift, "Om den trälbundna viljan". Denna motsättning avspeglar en djupare sådan: det förekommer olika uppfattningar om Luther och reformationen var en del av den humanistiska strömningen eller ej på grund av människosynen. Rättegången mot Galileo Galilei innebar en annan kris för renässansens humanism, för den tvingade människorna att välja vad som ytterst skulle ha högst auktoritet, de egna iakttagelserna och vetenskapen eller de religiösa dogmerna och Bibelns ord.([källa behövs]. Den geocentriska modellen härleds först och främst till Ptolemaios och Aristoteles inte från bibeln.(en:Geocentric_model) Däremot antog den dåtida kyrkan den samtida vetenskapliga uppfattningen om geocentrism såsom sin egen uppfattning.) Därmed drevs motsättningen mellan humanismen och kristendomen till sin spets: en del centrala element av humanismen, som härrörde från skepticismen, motsatte sig kyrkan. ([källa behövs]ange källa då man verkligen kan ifrågasätta ifall denna sista mening är en korrekt förståelse av historien)
Erasmus av Rotterdam talade även om vikten av bildning för unga damer, och var i flera avseenden en förespråkare av fostran i Quintilianus efterföljd, som såg miljöns betydelse för individen: "Ingenting sitter fastare än det som man inpräglar i den oerfarna själen". Han skrev vanligen dialoger (jämför Platon) av vilka några var så kritiska mot maktmissbruk av kyrkan, att de betraktas som propaganda.
Ett verk som utövade inflytande på den senare skeptiska humanismen och även den litterära estetiken var Michel de Montaignes Essais. I denna skrift studerar han människor som sådana, inte som skapade till Guds avbild. de Montaigne var även han en varm förkämpe för pedagogiken. I två essäer, Om pedantismen och Om uppfostran, skriver han att målet för utbildningen är personlighetens odlande, omdömets utveckling och karaktärens bildning. Han var därför emot auktoritetstro.
Den tyska humanismen tog sig något andra vägar, och studerade till exempel ondskans uppkomst. Goethe sysselsatte sig med Faustlegenden under större delen av sitt liv. Faust i Goethes diktning är vetgirig och världsfrånvänd; han nöjer sig inte med vad Gud har givit honom utan längtar efter något som ska ge livet en mening, vilket blir hans fall till ondskan. Detta fall är dock inte oåterkalleligt och ondskan inte statisk, och människan varken alltigenom ond eller av naturen god. Att se människan som en del av en process där hon kan välja det onda eller goda, präglar även Herders filosofi, som menade att utvecklingen går mot moralisk förbättring.
Vad som kännetecknade den tyska humanismen var att den inte självklart, som den florentinska, kunde vinna terräng genom patriotism. Undantag fanns dock, som Jakob Wimpheling som inledde den tyska historieskrivningen. Den tyska humanismen tog sig även andra vägar genom att den inte i lika hög grad blev en estetisk strömning, utan en vetenskaplig, centrerad till universiteten.

## Nyhumanismen
Var gränsen mellan den tyska renässanshumanismen och nyhumanismen ska sättas är inte helt självklart. Nyhumanismen, ibland hopslagen med nyklassicismen, utmärks genom sitt större fokus på filologin, arkeologin och antiksvärmeri, fastän tiden kan sammanfalla med den föregående humanismen.
Centrala personer för denna riktning är Johann Joachim Winckelmann (1717-1768) med dennes resa till Italien och utgrävningarna av Pompeji, källkritikens Leopold von Rancke (1795-1886) och Karl Lachmann (1793-1851).
Nyhumanismen är inte ateistisk, utan innebär att staten, som då vanligen legitimerade sig på religiösa grunder, inte självklart sågs som Guds ordning, utan att naturrätten var överställd dess anspråk. Gemensamt med renässansens idévärld är att sätta människan i centrum och göra individen till verklighetens utgångspunkt. Individualismen räknas som frukten av denna strömning, och så även vissa akademiska discipliner, bland andra pedagogik, psykologi, språkstudier, vilka tidigare ingått som delämnen i Septem artes liberales. Den humanistiska individualismen innebär att människan visserligen är en del av sitt sammanhang, men ändå fri inom staten och att staten finns för den enskilda.

## Modern humanism
I filosofisk mening är humanism ett etiskt-estetiskt förhållningssätt grundat på ett människocentrerat förhållningssätt till livet och samhället. Beroende på grad av religiositet och människosyn kan humanismen i praktiken ta sig mycket olikartade uttryck. Gemensamt för alla riktningar är en tro på de mänskliga rättigheterna och en universell moral, samt vanligen någon form av naturrätt. Just naturrätten är dock inte nödvändig, tvärt om är Sveriges mest kände utilitarist Torbjörn Tännsjö en framträdande humanist. Humanism är som regel ett privat eller personligt ställningstagande, och innebär inte nödvändigtvis medlemskap i någon särskild förening.

### Sekulär humanism
Sedan upplysningstiden har sekulär humanism varit en viktig gren av humanismen. Den sekulära humanismen utgår från människan. Den utgår från att människor – på gott och ont – är utlämnade till sig själva och varandra. Människan anses måsta själva och tillsammans ta reda på hur verkligheten fungerar och hur man bör uppföra sig mot varandra. Individen respektive kollektivet betraktas som ensamt ansvariga för sina respektive öden, och att människans handlingar bör utgå från förnuft och medmänsklighet. Sekulär humanism bejakar demokrati och mänsklig utveckling och vill bygga samhället på självständiga, ansvariga, samarbetande individer. De menar vidare att alla individer har rätt till största möjliga frihet så länge det inte går ut över andras rättigheter, inklusive framtida generationer och mänskligheten som helhet.
Den sekulära humanismen är naturalistisk, det vill säga den utgår från att det inte finns några övernaturliga väsen eller skeenden. De menar således att världen styrs av naturlagar, att det inte finns något liv eller någon värld bortom den jordliga. Sekulära humanister menar att världen existerar materiellt utanför människan medvetanden, att det är möjligt att få kunskap om denna värld genom empiriska undersökningar. Sekulära humanister menar att myter och andra övernaturliga berättelser kan ge insikter i hur det är att vara människa, men att det kan vara felaktigt och farligt att betrakta dem som bokstavligt sanna.
Den sekulära humanismen har inga dogmer, levnadsregler, ritualer eller trosbekännelser.
I Sverige representeras livsåskådningen av förbundet Humanisterna.
Det Nordiska humanistmanifestet från 2016 sammanfattar de nordiska humanistorganisationernas gemensamma värdegrund:
1. Humanism är en sekulär livsåskådning. Den utgår ifrån att människan är en del av naturen, född fri och lika i värdighet och rättigheter, utrustad med förnuft och samvete.
2. Humanister menar att det inte finns någon förutbestämd mening med livet. Människan är fri till att finna mening och meningsfullhet i sina egna liv; genom individuell reflektion, sociala interaktioner och kulturen som mänskligheten skapat genom vetenskap, filosofi och konstarterna.
3. Humanister förespråkar rationellt tänkande. Kritiskt ifrågasättande, informerade resonemang och vetenskapliga metoder är människans bästa verktyg för att nå pålitlig kunskap om världen.
4. Humanismen uppmanar till kritiskt ifrågasättande av alla idéer och åsikter, även sina egna. Människan bör söka efter de bästa argumenten och sträva efter att ändra sig när de visas ha fel. Yttrandefrihet har avgörande betydelse för att åsikter ska kunna prövas i öppen debatt.
5. Humanister anser att demokratin, rättssamhället och de mänskliga rättigheterna är centrala, rationellt försvarbara värden. Människan är del av ett samhälle och har ansvar för sina medmänniskor och miljön, både lokalt och globalt. De anses måsta säkerställa att jorden är beboelig för framtida generationer.
6. Humanism verkar för jämlikhet för alla. Humanister försvarar religionsfriheten och rätten för alla människor att välja sin egen livsåskådning. Staten bör enligt dem vara sekulär och inte ge någon livsåskådning några speciella privilegier.

Den engelska originaltexten arbetades gemensamt fram av sex nordiska organisationer: Human-Etisk Forbund i Norge, Humanistisk Samfund i Danmark, Siðmennt på Island, de finska humanisterna i Suomen Humanistiliitto och de finska fritänkarna i Vapaa-ajattelijain Liitto, samt Humanisterna. Även den färöiska humanistorganisationen Húmanistafélag Föroya, som grundades 2016, har anslutit sig till manifestet.
I Europa samlas sekulärhumanistiska organisationer i European Humanist Federation (EHF) och globalt samlas många organisationer i paraplyorganisationen Humanists International (HI). HI förespråkar att man ska använda ordet humanism i stället för begreppet sekulär humanism, med versalt H ("Humanism"). Man menar att det ger en större legitimitet åt sekulär humanism som livsåskådning och gör den mer jämställd med religiösa livsåskådningar. Organisationer som vill vara medlemmar i HI förväntas ställa sig bakom följande uttalande:
"Humanism är en demokratisk och etisk livsåskådning, som hävdar att människor har rätt och skyldighet att ge mening och form åt sina egna liv. Den står för uppbyggandet av ett mer mänskligt samhälle genom en etik baserad på mänskliga och andra naturliga värden i en anda av förnuft och fritt sökande genom mänskliga förmågor. Den är inte teistisk och den accepterar inte övernaturliga beskrivningar av verkligheten."

### Religiös humanism
Även religiösa humanistiska föreningar finns över hela världen. Exempelvis finns kristen humanism företrädd i Sverige genom Förbundet kristen humanism.

### Transhumanism
Transhumanism är en intellektuell och vetenskaplig strömning som uppstod under andra hälften av 1900-talet, där man förespråkar att nya vetenskapliga och teknologiska framsteg skall användas för att förbättra människan. Den brukar definieras som en fusion av humanism och futurism. World Transhumanist Association är en internationell organisation som grundades 1998 av Nick Bostrom och David Pearce. I Sverige finns den nationella organisationen Människa Plus.

## Kritik mot humanism, samt antihumanism
Sedan renässansen har humanismen varit normen i de flesta västerländska civilisationers idévärld, men från och med 1800-talet har det framkommit kritik, vilket bland annat gäller grundsatsen att människan placerar sig i centrum i stället för att se sig som till exempel en del i den ekologiska ordningen (se vidare Luc Ferry), på individualismen som av kollektivister betraktas som egoism, och på bildningsidealen som till exempel eugenikens inhumana konsekvenser påståtts falsifiera. En av humanismens mest framstående kritiker är Michel Foucault; han och hans anhängare menar att humanismens subjektbegrepp epistemologiskt sett inte kan utgöra fundament för objektiv vetenskap, för det ger logiskt att begreppsbildning är omöjlig och förståelse blir en projicering. Den marxistiska filosofen Louis Althusser var uttalat antihumanist, och menade att de värden som humanisterna förespråkar är en förljugen borgerlig konstruktion.